# Neobisium cerrutii
Espèce
Neobisium cerrutii est une espèce de pseudoscorpions de la famille des Neobisiidae.

## Distribution
Cette espèce est endémique du Latium en Italie. Elle se rencontre à Guarcino dans la grotte Grotta di San Luca.

## Étymologie
Cette espèce est nommée en l'honneur de Marcello Cerruti.

## Publication originale
- Beier, 1955 : Neobisium (Blothrus) cerrutii, ein weiterer neuer Höhlen-Pseudoscorpion aus Lazio. Fragmenta Entomologica, vol. 2, p. 25-28.